# Yrjö Väisälä
Yrjö Väisälä (včasih tudi Yrjo Vaisala, IPA: 'yrjø 'væisælæ), finski fizik in astronom, * 6. september 1891 (po gregorijanskem koledarju), Kontiolahti Finska, † 21. julij 1971 (po gregorijanskem koledarju), Rymättylä, Finska.

## Življenje in delo
Väisälä je diplomiral leta 1922, nato je delal kot geodet in astronom na Inštitutu za geodezijo Univerze v Turkuju. Ukvarjal se je z triangulacijskimi metodami meritev. Razvil je posebno metodo z uporabo svetlobne interference za merjanje velikih razdalj. V letu 1925 je postal profesor fizike. Veliko se je ukvarjal tudi z meteorologijo in astronomijo.
Njegov največji prispevek znanosti je bil na  področju optike, geodezije in metrologije (znanost o merjenju). Razvil je metodo za merjenje kakovosti optičnih naprav. To je omogočilo razvoj prvih zelo kakovostnih Schmidtovih daljnogledov. Za Univerzo v Turkuju je zgradil daljnogled (Scmidt-Väisäläjev daljnogled), ki je bil namenjen iskanju asteroidov in kometov. Njegova skupina raziskovalcev je odkrila skupno 7 kometov in 807 asteroidov. Odkril je periodični komet 40P/ Väisälä. Bil je tudi soodkritelj kometa 139P/ Väisälä-Oterma (skupaj z Liisi Oterma), ki je bil prvotno klasificiran kot asteroid z oznako 1939 TN.
Odkril je 128 asteroidov. Imena jim je dajal po svojih prijateljih.
Njegova brata sta bila matematik Kalle Väisälä (1893–1968) in meteorolog Vilho Väisälä (1889–1969).
Väisälä je bil tudi navdušen pristaš esperanta in ljubiteljski jadralec.

## Priznanja

### Poimenovanja
Njemu v čast so poimenovali dva asteroida 1573 Väisälä in 2804 Yrjö ter udarni krater Väisälä na Luni.